# Efficient Consumer Response
ECR är en förkortning för Efficient consumer response. Det är en form av partnersamverkan mellan kunder och leverantörer, speciellt inom dagligvaruhandeln, med syfte att effektivisera varuflöden. Begreppet innefattar utöver effektivare varuflöden också frågeställningar som berör produktsortiment, marknadsföringsaktiviteter och introduktion av nya produkter och som är av gemensamt intresse.